# Remolino (Magdalena)
Remolino es un municipio del departamento del Magdalena, Colombia. Fundado entre 1752 y 1776 por Fernando de Mier y Guerra. Erigido como municipio en 1814.  
Economía
principales actividades económicas del municipio son: la ganadería, la pesca, la agricultura y el comercio. Se destaca la producción de mango durante los meses de marzo, abril y mayo. El municipio no cuenta con una fuente de empleo formal por lo que la mayoría de sus habitantes viven del trabajo diario o el comúnmente llamado "rebusque". Los únicos empleados formales del municipio son aquellos que tienen cargos públicos o que van a laborar en el departamento del Atlántico y viajan diariamente.  

## División Político-Administrativa
Además de su cabecera municipal. Remolino tiene bajo su jurisdicción los siguientes Centros poblados:
- Corral Viejo
- El Dividivi
- El Salao
- Las Casitas
- Martinete
- San Rafael de Buenavista
- Santa Rita

## Servicios públicos
- Energía Eléctrica: Air-e, del grupo EPM, es la empresa prestadora del servicio de energía eléctrica.
- Gas Natural: Gases del Caribe es la empresa distribuidora y comercializadora de gas natural en el municipio.